# Frank James
Alexander Franklin James, detto Frank (Kearney, 10 gennaio 1843 – Contea di Clay, 18 febbraio 1915), è stato un pistolero e militare statunitense.

## Biografia
Fratello maggiore del più famoso Jesse James, Frank nacque da Robert Sallee James e Zerelda Cole.
Suo padre, Robert - un coltivatore di canapa e pastore battista, migrato nel Missouri dopo il matrimonio con Zerelda Cole - morì, dopo aver intrapreso un viaggio in California, per esercitare il suo ministero fra i cercatori d'oro. Dopo la morte del marito Robert, Zerelda si risposò, una prima volta con Benjamin Simms, quindi con un medico di nome Reuben Samuel. Dopo il loro matrimonio nel 1855, Samuel si trasferì nella casa di James.

## La guerra di secessione americana
Nel 1861, allo scoppio della guerra di secessione americana partecipa tra le file della Missouri State Guard alla Prima Battaglia di Lexington. Costretto ad arrendersi, viene arrestato e costretto a giurare fedeltà all'Unione.
All'inizio del 1863 Frank James decise di entrare a far parte di una banda di guerriglieri sudisti irregolari (i cosiddetti bushwhackers) per poi partecipare assieme a William Clarke Quantrill al massacro di Lawrence, in Kansas.

## Dopo la guerra
Dopo la fine della guerra, Frank e Jesse James compiono una serie di rapine a banche e treni in Alabama, Missouri, Kentucky, Iowa, Texas, Mississippi, Minnesota e tra il 1868 ed il 1876 vengono coinvolti in una serie di omicidi.
Cinque mesi dopo l'uccisione del fratello Jesse nel 1882 Frank James decide di arrendersi. 
Processato per soli due dei quattro omicidi che gli venivano imputati venne assolto.
Dopo il processo decise di abbandonare la vita da fuorilegge svolgendo una varietà di lavori tra cui calzolaio e maschera in un teatro di burlesque a St. Louis. Negli ultimi anni della sua vita tornò alla vecchia fattoria di famiglia dove morì. Oggi riposa nell'Hill Park Cemetery di Independence, Missouri.